# São Bonifácio
São Bonifácio, amtlich portugiesisch Município de São Bonifácio, ist eine ländlich geprägte Gemeinde im brasilianischen Bundesstaat Santa Catarina. Die Bevölkerung wurde zum 1. Juli 2021 auf 2791 Einwohner geschätzt, die São-Bonifacenser genannt werden und auf einer Gemeindefläche von rund 461,4 km² leben. Rechnerisch ergibt sich eine Bevölkerungsdichte von 6,5 Einwohner pro km².

## Geographie
Die Gemeinde liegt zwischen den Westhängen der Serra do Mar und den Osthängen der Serra Geral. Dort liegen die höchsten Punkte an der Gemeindegrenze bei 1000 Metern im Westen und 1100 Metern im Osten. Der Sitz des Munizips liegt auf einer Höhe von 419 Metern. Das Terrain ist hügelig und zerklüftet mit einigen Hochebenen. Die Gemeinde hält einen Flächenanteil von 10,6 % an dem Naturschutzgebiet Parque Estadual da Serra do Tabuleiro. Sie ist Teil der Siedlungsregion des Vale do Rio Capivarí.

### Umliegende Gemeinden
Umliegende Gemeinden sind Águas Mornas, Anitápolis, Paulo Lopes, Santa Rosa de Lima, Santo Amaro da Imperatriz und São Martinho.

### Klima
Die Gemeinde hat tropisches, gemäßigtes und warmes Klima, Cfb nach der Klimaklassifikation nach Köppen und Geiger. Die Durchschnittstemperatur ist 17,2 °C. Die durchschnittliche Niederschlagsmenge liegt bei 1994 mm im Jahr.
|                   | Jan  | Feb  | Mär  | Apr  | Mai  | Jun  | Jul  | Aug  | Sep  | Okt  | Nov  | Dez  |   |      |
| Temperatur (°C)   | 21,0 | 21,1 | 20,1 | 18,2 | 15,0 | 13,8 | 13,1 | 14,2 | 15,3 | 17,0 | 18,1 | 20,0 | Ø | 17,2 |
| Niederschlag (mm) | 297  | 266  | 186  | 118  | 135  | 102  | 98   | 100  | 154  | 164  | 175  | 199  | Σ | 1994 |

## Geschichte
Das Gemeindegebiet war ursprünglich Land der indigenen Xokleng. Die Besiedlung durch zumeist katholische deutsche Einwanderer, vorwiegend aus Westfalen, begann ab Mitte des 19. Jahrhunderts in der Kolonie Teresópolis, heute Águas Mornas, ab 1864 zogen die Siedler weiter an den Oberlauf des Rio Capivarí. Rund 50 % der Bevölkerung sprechen oder verstehen noch Deutsch.
Am 23. November 1917 wurde im Zuständigkeitsbereich der Gemeinde Palhoça der Bezirk Distrito de São Bonifácio do Capivarí durch das Gemeindegesetz Nr. 271 gegründet. Durch das Gesetz Nr. 840 vom 23. August 1962 wurde São Bonifácio aus Palhoça ausgegliedert und erhielt Stadtrechte. Die Installation erfolgte am 29. Dezember 1962.
Die Tradition der deutschen Siedler bleibt in mehreren Aspekten lebendig: in der erhaltenen Architektur ihrer Häuser, ihrer Sprache und der deutschen Küche.

## Kommunalpolitik
Bei der Kommunalwahl 2020 wurde Laurino Peters des Partido Social Democrático (PSD) zum Stadtpräfekten (Bürgermeister) für die Amtszeit von 2021 bis 2024 gewählt.
Die Legislative liegt bei einem Stadtrat, der Câmara Municipal, aus neun gewählten Vertretern, den vereadores.

## Bevölkerungsentwicklung
| Jahr | Einwohner | Stadt | Land |
| --- | --------- | ----- | ---- |
| 1970 | 3403      | 341   | 3062 |
| 1980 | 3534      | 572   | 2962 |
| 1991 | 3373      | 656   | 2717 |
| 2000 | 3218      | 682   | 2536 |
| 2010 | 3008      | 685   | 2323 |
| 2021 | 2791      | ?     | ?    |
| Hier fehlt eine Grafik, die leider im Moment aus technischen Gründen nicht angezeigt werden kann. Wir arbeiten daran! |           |       |      |

Quelle: IBGE (2011)

## Verkehr
Die Straßenanbindung erfolgt über die in Nord-Süd-Richtung verlaufende Landesstraße SC-435, früher als SC-431 bezeichnet, die den Ort direkt mit Águas Mornas verbindet. 

## Söhne und Töchter der Gemeinde
- Egon Schaden (1913–1991), Ethnologe